# NGC 4670
NGC 4670 (również PGC 42987, UGC 7930 lub Arp 163) – galaktyka spiralna z poprzeczką (SB0-a), znajdująca się w gwiazdozbiorze Warkocza Bereniki. Odkrył ją William Herschel 6 kwietnia 1785 roku.